# Михайлов Павло Миколайович
Михайлов Павло Миколайович (1786—1840) — художник (живописець, мініатюрист, художник, портретист, пейзажист), академік Петербурзької академії мистецтв, учасник першої російської експедиції в південні полярні моря (1819-1821 рр.) під керівництвом Фабіана Готтліба фон Беллінсгаузена.

## Біографія
Вихованець Петербурзької Академії мистецтв (1795—1806). Учень С. С. Щукіна. Отримав медалі Академії мистецтв: мала срібна (1804), велика срібна (1805), мала золота медаль (1806) за завдання «Уявити художників, які малюють види і розмовляють між собою про своє мистецтві». Закінчив Академію з атестатом 1 ступеня зі шпагою (1806).
Присвоєно звання академіка з живопису портретної мініатюри (1807).
У 1819—1821 роках брав участь як художник в першій російській антарктичній експедиції Ф. Ф. Беллінсгаузена і М. П. Лазарєва, яку зараховують в число першовідкривачів Антарктиди.
У 1826—1829 роках взяв участь в експедиції М. Н. Станюковича і Ф. П. Літке, спрямованої для дослідження узбережжя Берингового моря і центральної частини Тихого океану.
Художник малював відкриті експедицією Беллінсгаузена  острови, види міст і поселень, виконував портретні замальовки аборигенів, ретельно зображував зразки екзотичної флори і фауни. Акварелями і малюнками Михайлова, серед яких багато начерків, властива велика точність і достовірність. Він сумлінно дотримувався інструкцій, отриманим як від Морського відомства, так і від Академії мистецтв, які вимагали, «щоб все намальоване, було вірним зображенням видимого». В 1949 році в архівах Державного історичного музею в Москві  було віднайдено оригінал альбому замальовок П. Михайлова на 47 сторінок з понад 200 акварелями із навколосвітньої подорожі Беллінсгаузена.

## Галерея

Роботи Михайлова Павла Миколайовича
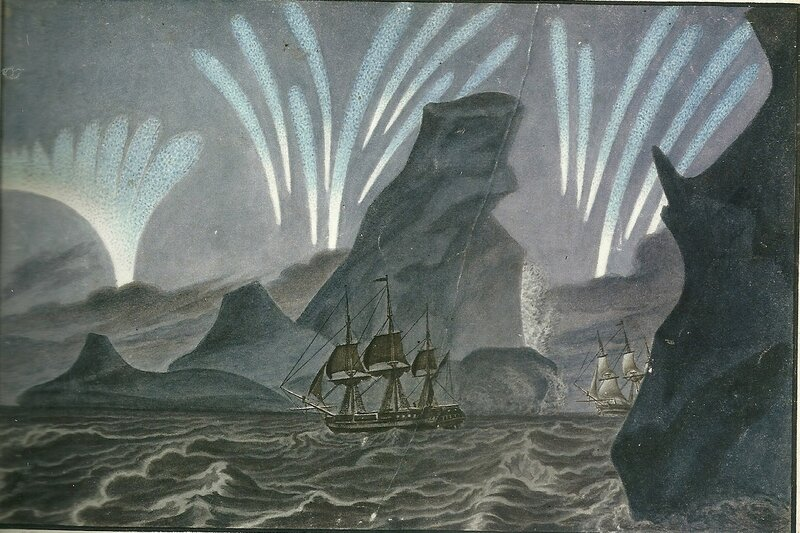
Північне сяйво
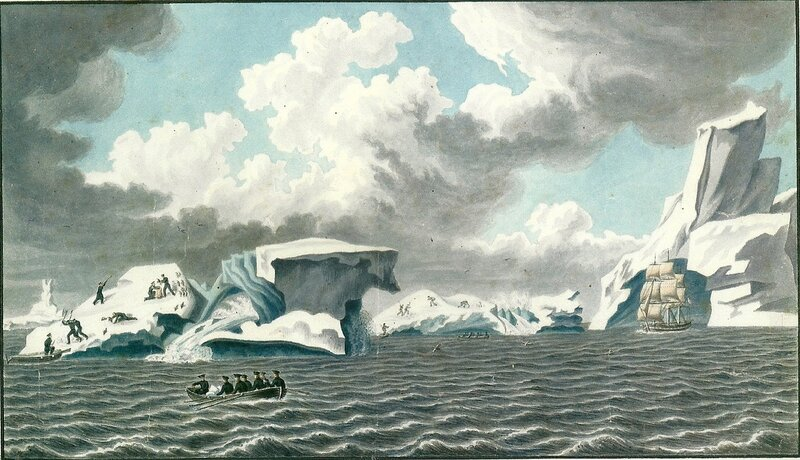
Вигляд льодовиків
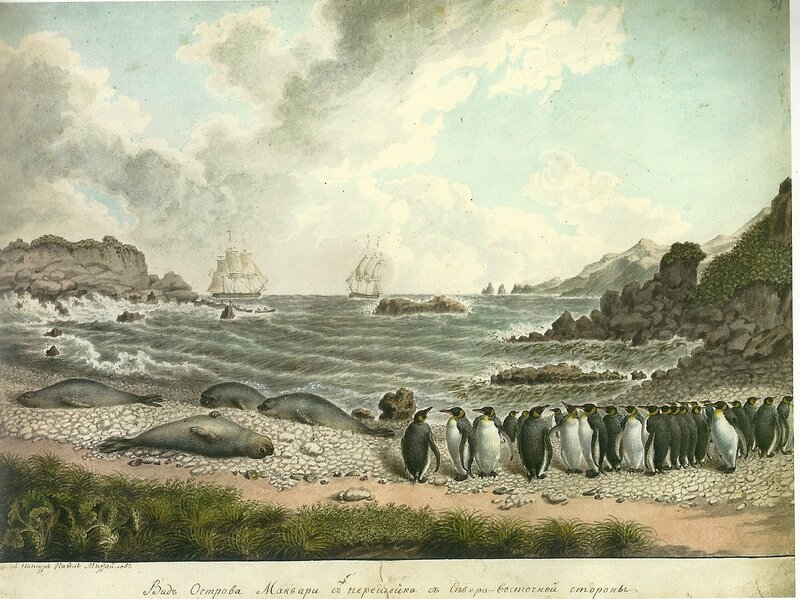
Острів Маквара
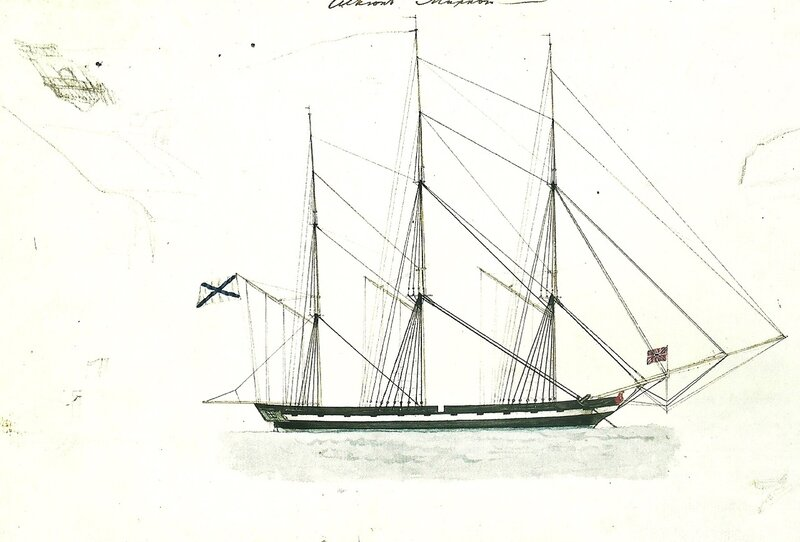
Шлюп Мирний
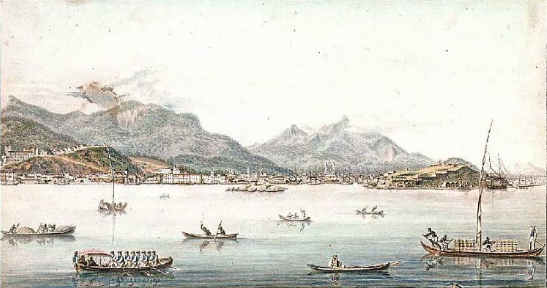
Місто Сан-Себастьян
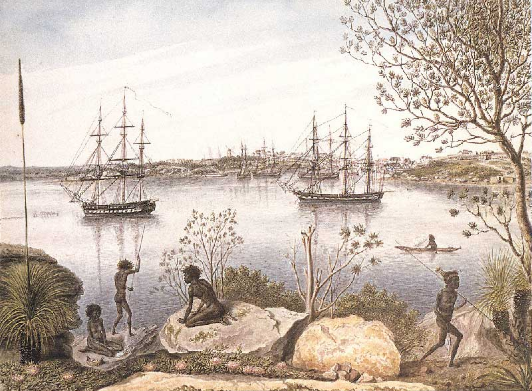
Місто Сіней
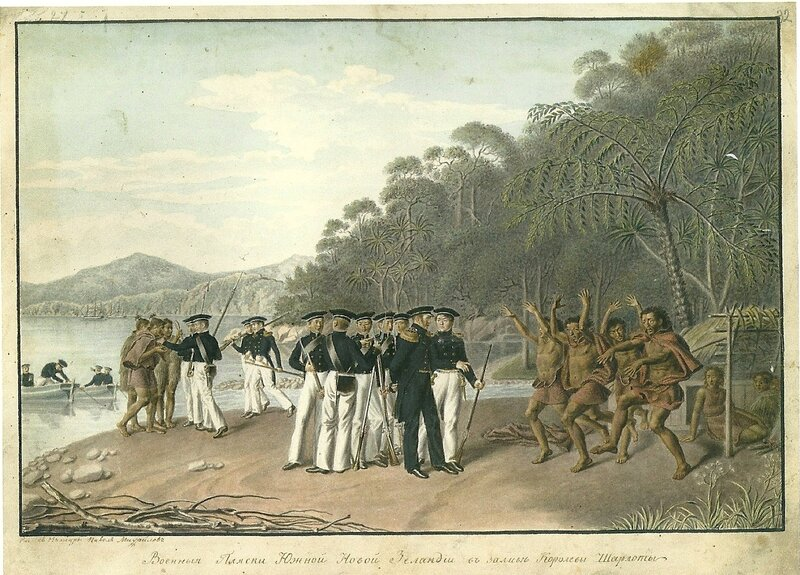
Воєнні танці на Південній Новій Зеландії
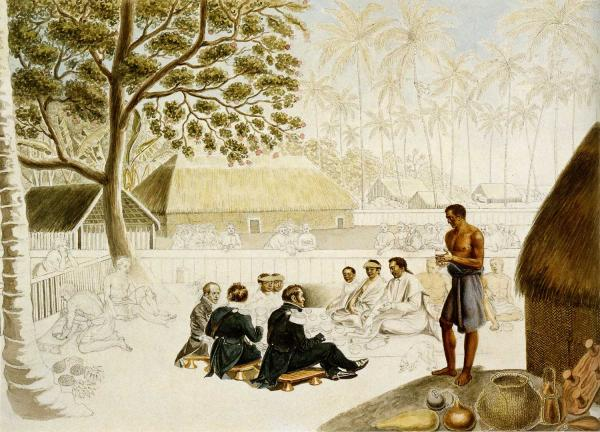
Сніданок

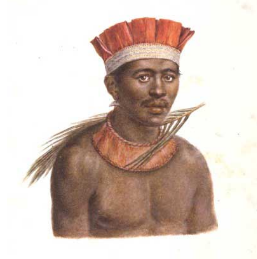
Жителі острова Великого Князя Олександра Николаевича
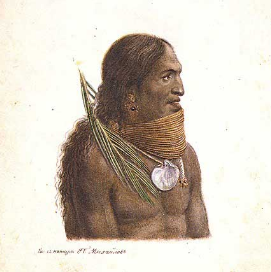
Жителі острова Великого Князя Олександра Николаевича
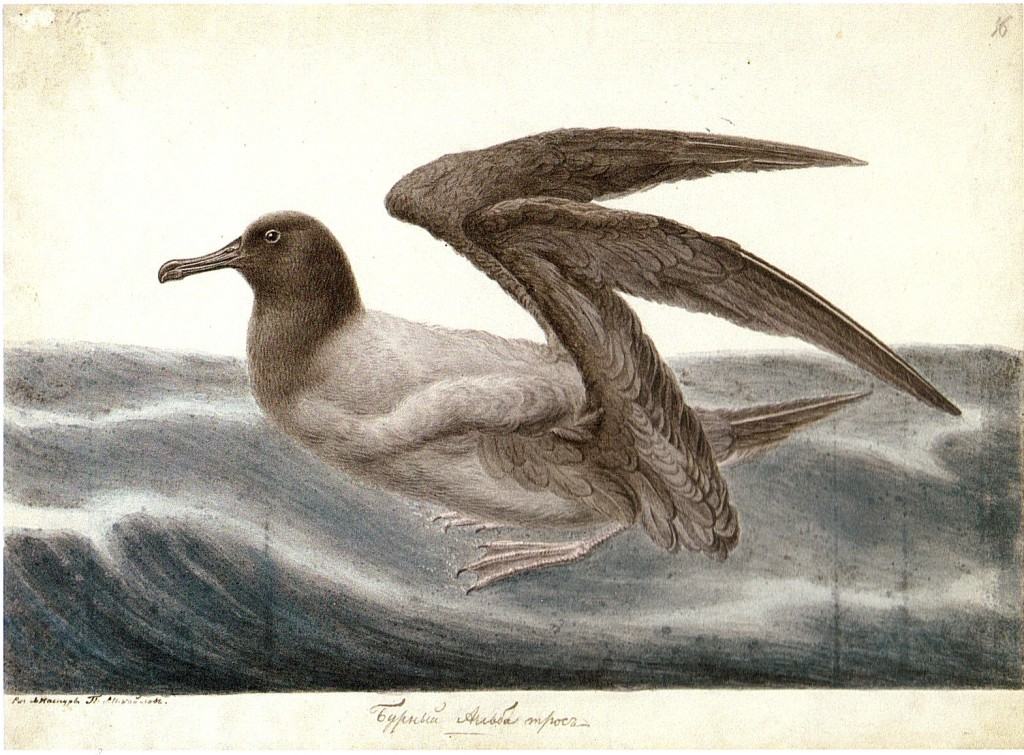
Буревестник (бурый альбатрос)
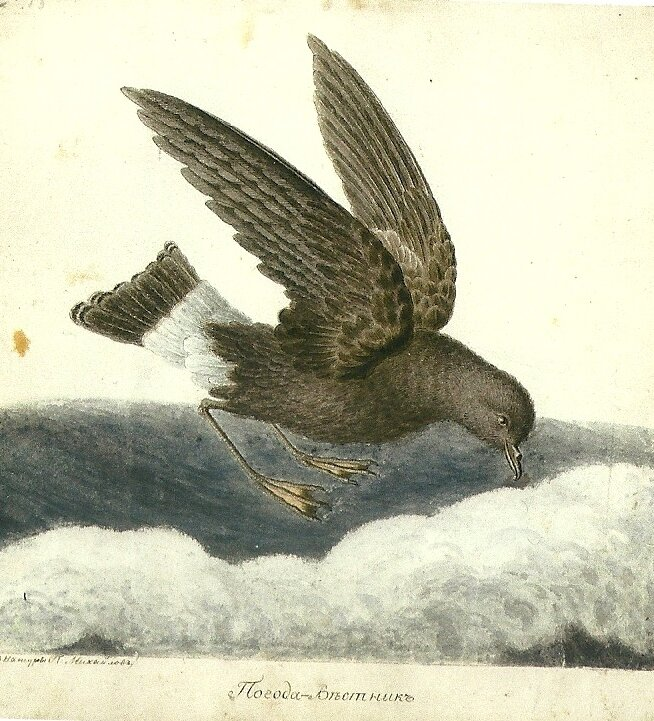
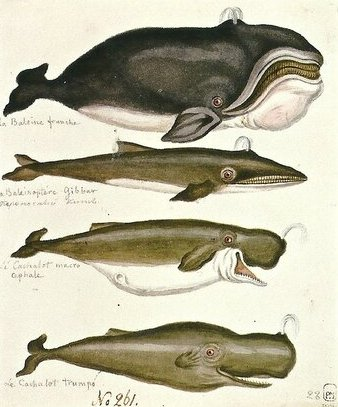
Киты і кашалоты
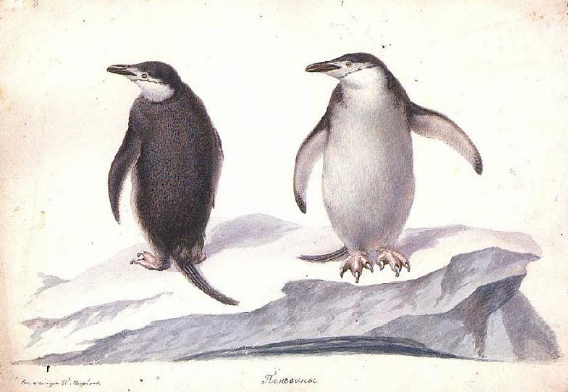
Пінгвіни
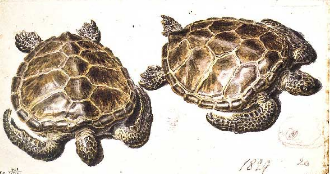
Черепаха
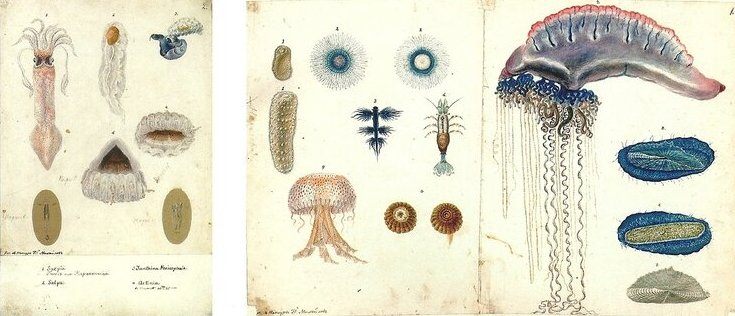
Морські беспозвоночные